# Axel Harnack
Carl Gustav Axel Harnack (født 7. maj 1851 i Dorpat, død 3. april 1888 i Dresden) var en tysk matematiker,
søn af Theodosius Harnack, tvillingbror til Adolf von Harnack.
Harnack virkede som professor ved de tekniske højskoler i Darmstadt (1876—77) og Dresden; hans vigtigste matematiske undersøgelser angår Fourierske rækker og funktioner af en reel variabel.
Af hans værker kan nævnes Elemente der Differential- und Integrairechnung (1881) og Grundlagen der Theorie des logarithmischen Potentials und der Potentialfunktion in der Ebene (1888).